# Tenares
Tenares es un municipio de la República Dominicana, que está situado en la Provincia de Hermanas Mirabal.

## Límites
Municipios limítrofes:
|                | Norte: Gaspar Hernández |                                |
| Oeste: Salcedo |                         | Este: San Francisco de Macorís |
|                | Sur: Villa Tapia        |                                |

## Distritos municipales
Está formado por los distritos municipales de:
| Nombre  | Código   |
| ------- | -------- |
| Tenares | 03190201 |
| Blanco  | 03190202 |

## Economía
Según datos oficiales, económicamente es el municipio más pujante de la provincia Hermanas Mirabal reportando cerca del 50% del total de los impuestos provinciales. Sus mayores rubros económicos son la agropecuaria, servicios, remesas, entre otros.

## Clima
El clima es más lluvioso en la sierra y hacia la llanura, todavía cálida y húmeda descienden las precipitaciones, lo que permite la presencia del bosque en la primera y fértiles tierras de cultivos tropicales en la segunda.